# Canápolis (Bahía)
Canápolis es un municipio brasilero del estado de Bahia. Se localiza a una latitud 13°4′11″ S y a una longitud 44°12′8″ O, estando a una altitud de 680 metros. Su población estimada en 2004 era de 9.880 habitantes. 
Posee un área de 466,165 km². 